# Cirrhitiara superba
Cirrhitiara superba är en nässeldjursart som först beskrevs av Mayer 1900.  Cirrhitiara superba ingår i släktet Cirrhitiara och familjen Pandeidae. Inga underarter finns listade i Catalogue of Life.